# Schipluiden

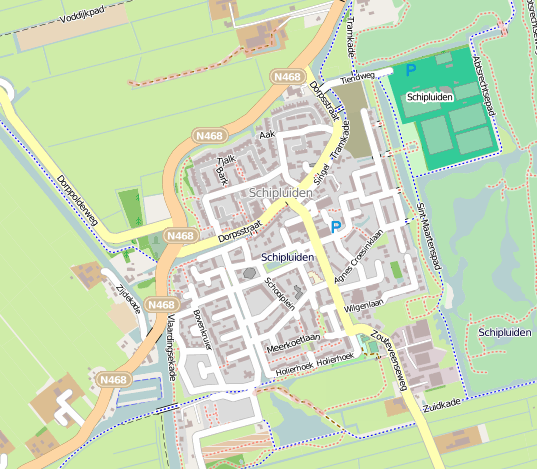
Plattegrond van deze plaats

Schipluiden is een plaats in de Nederlandse gemeente Midden-Delfland (provincie Zuid-Holland). De naam wordt voor de eerste keer genoemd halverwege de twaalfde eeuw. Het is afgeleid van het riviertje de Leede, dat bij Schipluiden bevaarbaar werd. Meerdere plaatsnamen in de omgeving verwijzen naar de Leede.

## Geschiedenis
In de Harnaschpolder in Schipluiden is in de zomer van 2003 de oudst bekende permanente nederzetting van Nederland opgegraven. In de periode van 3600 v.Chr. tot 3300 v.Chr. (Jongere Steentijd) woonden hier mensen op een duin van 150 bij 50 meter, dat één tot twee meter hoog was. Het dorp was omheind om loslopend vee buiten te houden, en de bewoners verbouwden gerst en emmer.
De historische kern van Schipluiden is grotendeels gebouwd op twee oeverwallen die langs een restgeul van de Gantel laag liggen. Deze oeverwallen werden in de Romeinse tijd intensief bewoond. Na de Romeinse tijd lijkt de directe omgeving pas na het begin van de 11e eeuw te zijn bewoond. Het gebied werd verkaveld. De strokenverkaveling stond haaks op de Delftse Schie met boerderijen op de kavels, die een lintvormige bebouwing haaks op de verkavelingsrichting vormden. In de twaalfde eeuw heette deze nederzetting 'Sciplede', een verwijzing naar een natuurlijke, per schip bevaarbare tak van het Lee- of Lierstelsel. Oorspronkelijk was het gebied van Schipluiden een hofland dat bij een grafelijke hof hoorde. Het werd als snel geschonken aan geestelijke instellingen. Sint Maartensregt werd aan het Domkapittel geschonken, en aangrenzend land aan de abdij van Egmond.
Eind dertiende eeuw was Sint Maartensregt verpacht aan heer Arnout van Dorp. In 1411 stierf de laatste nazaat Philips van Dorp kinderloos. Philips de Blote kocht daarna de rechten. Hij was een vertrouweling van de graaf, meermaals schout te Delft en baljuw en dijkgraaf van Delfland en Schieland.
De dorpskern is ontstaan rond de valbrug over de Gaag. In 1561 stonden er ongeveer veertig huizen. De meeste Schipluidenaren leefden van de landbouw. Verder waren er timmerlieden, een molenmaker, metselaars, smeden, bakkers en chirurgijns. 
In 1653 werd het huwelijk van Johannes Vermeer om geloofsredenen voltrokken in een schuilkerk in de buurtschap Hodenpijl. Deze schuilkerk was de voorloper van de huidige kerk Op Hodenpijl.
Ten Z.O. van de dorpskern heeft tot 1798 een kasteel gestaan. De burcht van Kasteel Keenenburg met een gracht werd in de 15de eeuw gebouwd door Philips de Blote. In de 17de eeuw werd de woonburcht uitgebreid en later kwamen er nog twee torentjes op. Aan de Gaag kwam ook een toegangspoort. Het smeedijzeren hek hiervan is na de afbraak van het kasteel verkocht en staat nu ergens in Wassenaar.
De kerk die op de noordelijke oever van de Gaag werd gebouwd, tegenover de Keenenburg, stamt uit de 13e eeuw. De bewoners van de Keenenburg hadden later een eigen grafkelder in de kerk. Sinds 1614 bezaten ze ook het patronaatsrecht van deze kerk.
De eerste windwatermolen van Zuid-Holland stond in Schipluiden. Philips de Blote gaf in 1413 opdracht tot het ombouwen van zijn korenmolen in de Kerkpolder tot poldermolen.
Schipluiden kreeg  het eerst openbaar vervoer in de vorm van de WSM-stoomtram, die vanaf 1912 over de brug kwam. De lijn vanaf de Maaslandsche dam werd toen verlengd via Schipluiden en Den Hoorn naar Delft. Het personenvervoer per tram werd in 1932 stopgezet bij de WSM, maar voor goederentreinen bleef de lijn tussen Delft en Loosduinen tot 1968 in gebruik. De oude baan werd grotendeels fietspad op alle trajecten, maar in Schipluiden is het traject juist bijna geheel verdwenen in nieuwbouwwijken. Daardoor staat het oude stationsgebouw nu een beetje verborgen tussen de moderne huizen. De unieke trambrug dient sinds 1974 als fietspad, en is in 2019 gerestaureerd. Sindsdien heeft hij weer de oorspronkelijke kleur, groen; In plaats van grijs.

## Schipluiden in de 21ste eeuw
Tot 1 januari 2004 was Schipluiden een zelfstandige gemeente, daarna is deze samengegaan met de gemeente Maasland in de nieuwe gemeente Midden-Delfland. Voor het samengaan had de gemeente Schipluiden drie woonkernen: Schipluiden, Den Hoorn en 't Woudt. De gemeente Schipluiden was in de loop der jaren sterk uitgebreid; in 1819 met de gemeente 't Woudt, in 1855 met de gemeenten Hodenpijl en Sint Maartensregt, in 1921 met een deel van Hof van Delft (met delen van de voormalige gemeenten Hoog- en Woud-Harnasch en Groeneveld) en in 1941 met een deel van Vlaardinger-Ambacht. De laatste kroonbenoemde burgemeester van Schipluiden, Marja van Bijsterveldt, maakte veel indruk in Schipluiden en groeide uit tot partijvoorzitter van het CDA en later tot minister.
De kern van Schipluiden wordt verdeeld door de Vlaardingervaart. In het dorp zijn twee bruggen voor autoverkeer die beide kanten met elkaar verbindt. Aan de noordkant van het water bevindt zich de wijk Rozemarijn, aan de zuidkant onder andere de wijken Keenenburg en Bijsterveld.
De A4 loopt ten oosten van het dorp. Het Gaag-aquaduct is hier te vinden.
De wijk Zweth was vroeger een aparte buurtschap.

## Bekende Schipluidenaren
- Otto van Egmond, (1522-1586) heer van Keenenburg
- Jacob van Egmond, (1545-1618) kasteelheer van Keenenburg
- Cees Holtkamp (1942), banketbakker
- Tineke Dijkshoorn (1952), schaatsster
- Ben van der Burg (1968), schaatser
- David Fontijn (1971-2023), archeoloog
- Ricky Koole (1972), actrice
- René van Meurs (1985), stand-upcomedian, cabaretier en tekstschrijver
- Andrew Mathers (1987), muziekproducent en diskjockey
- Frank Hermans (1991), schaatser

## Bezienswaardigheden
- In het centrum: de hervormde kerk van Schipluiden
- Ten westen van het dorp staat molen De Korpershoek en gaat de Oude Trambrug over de Vlaardingervaart.
- De voormalige kerk van Hodenpijl, nu ontmoetingsplek "Op Hodenpijl".
- De H. Jacobus de Meerderekerk, gebouwd in 1963. Daar tegenover het Oorlogsmonument van Albert Termote.
- Het museum Het Tramstation, voormalig station van de Westlandsche Stoomtramweg Maatschappij.
- Het Raadhuis, was het Raadhuis van Schipluiden van 1870 tot 1927.

## Afbeeldingen

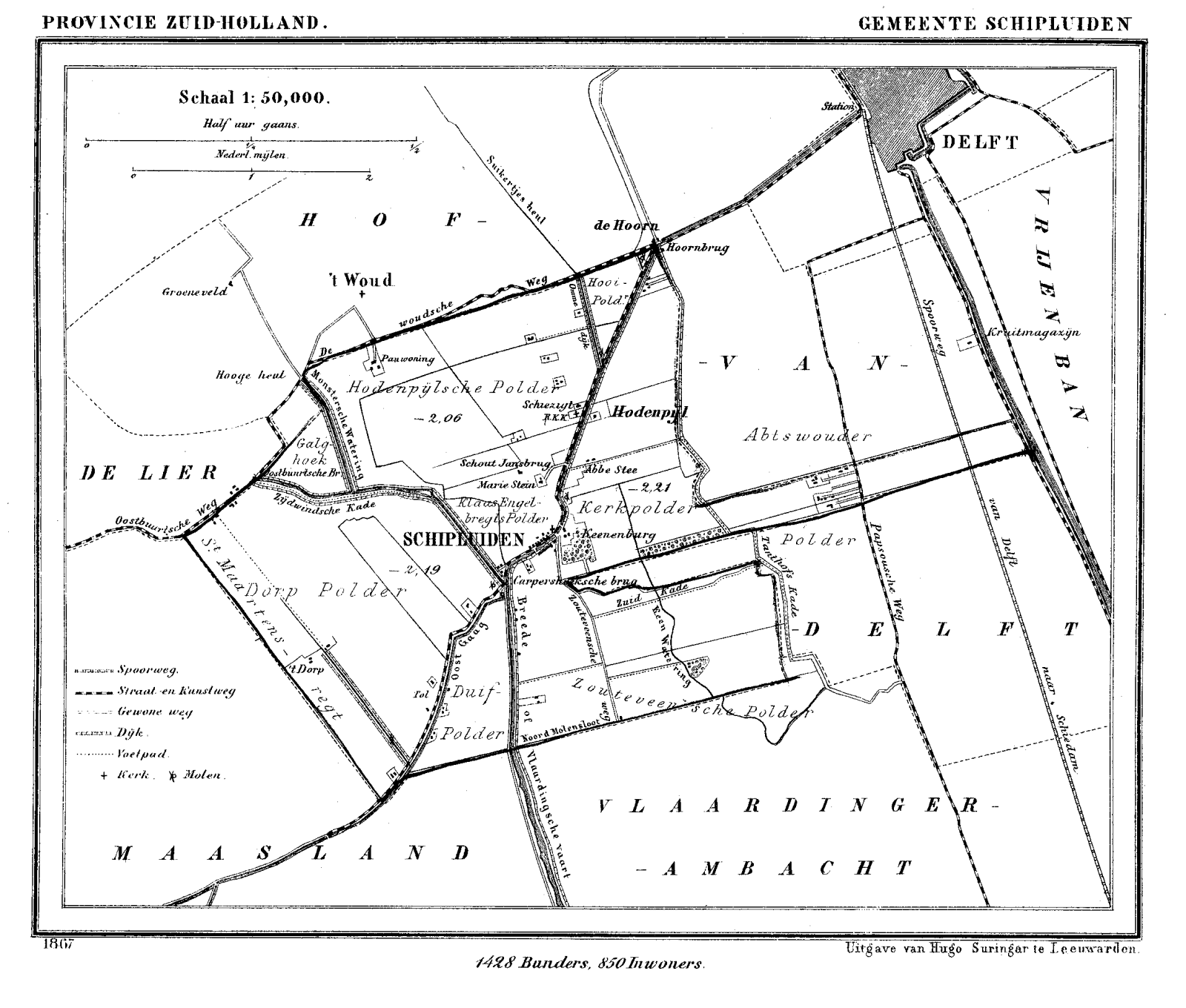
Kaart 1860
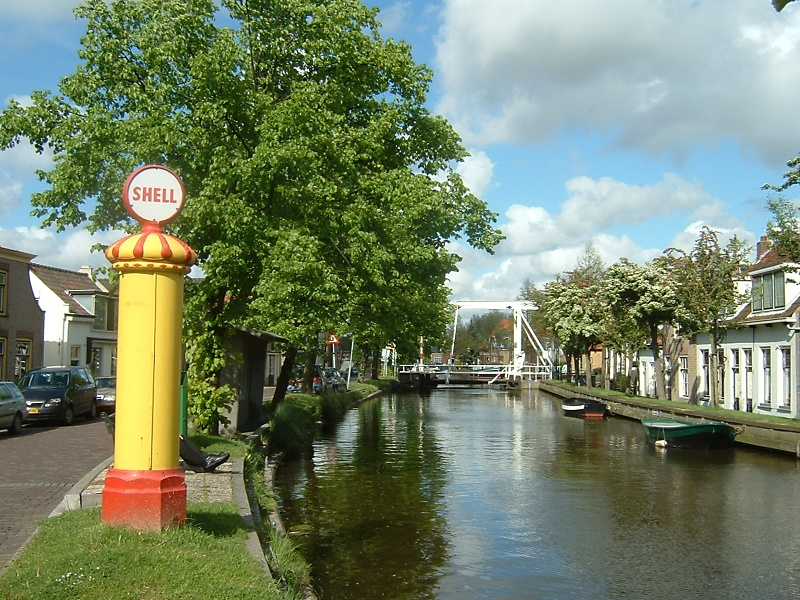
Gasoliepomp, ca. 1930 (monument)
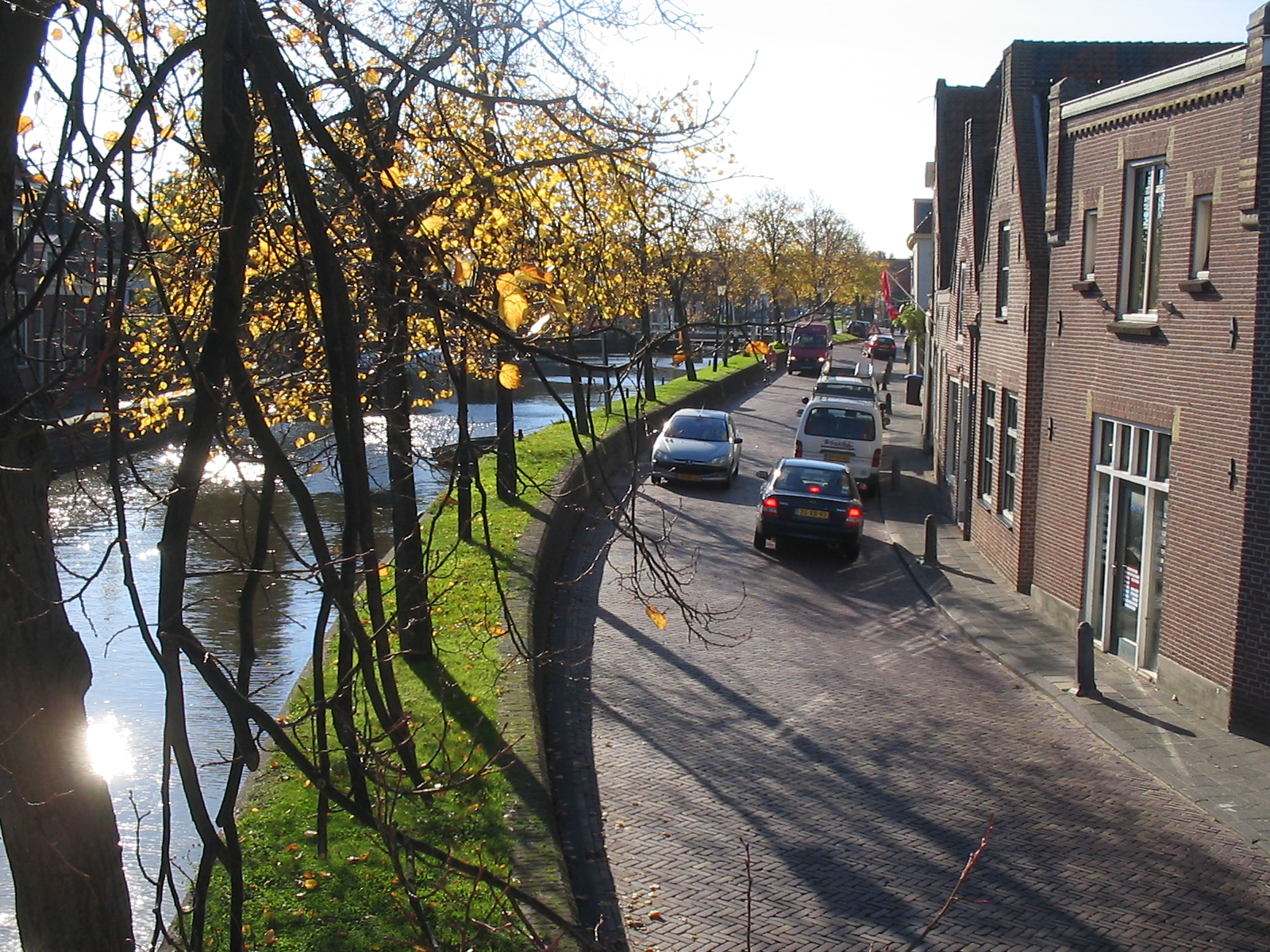
De Dorpsstraat
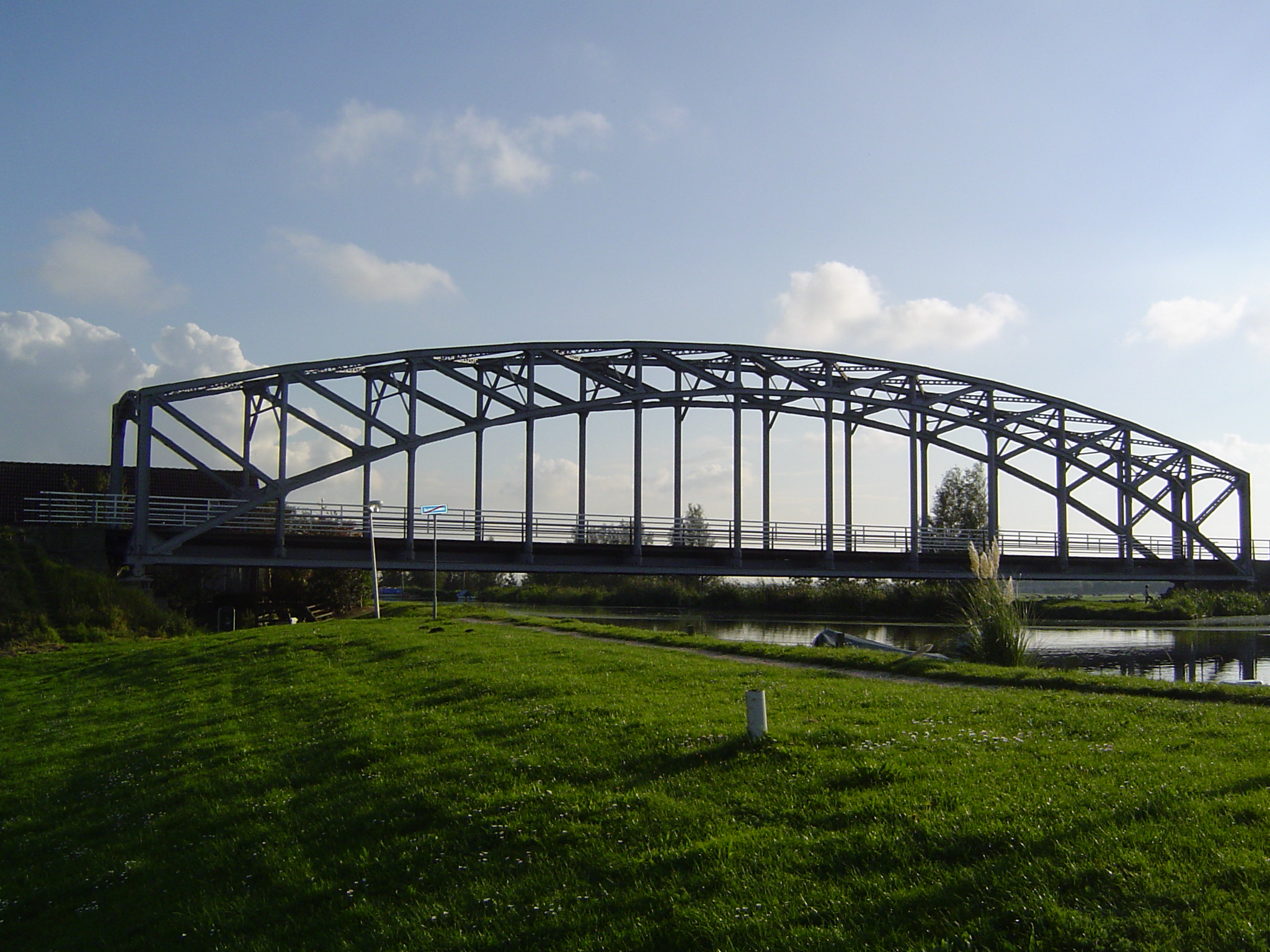
De Trambrug
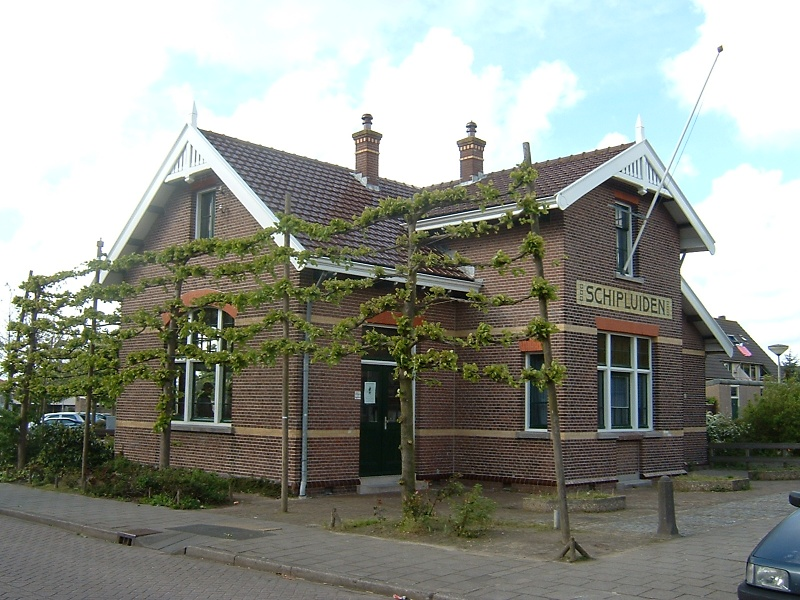
Voormalig tramstation
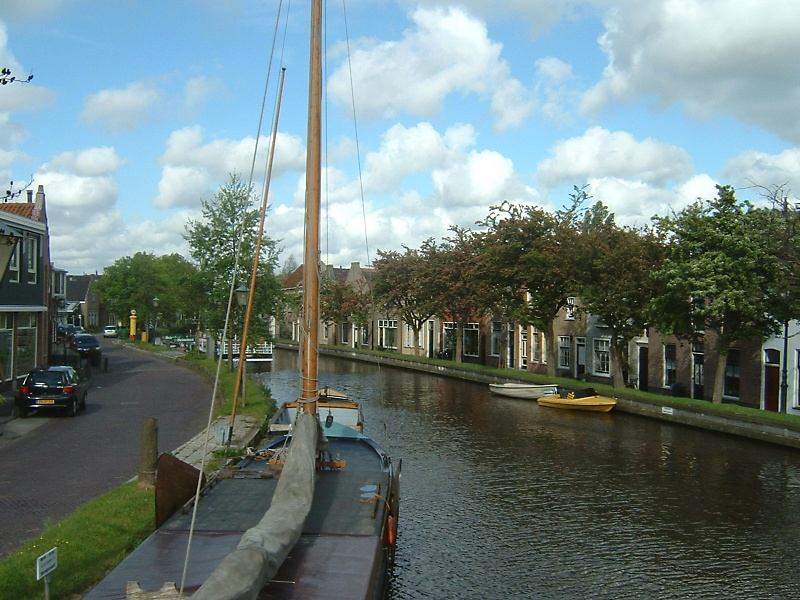
Schipluiden vanaf de paardenbrug
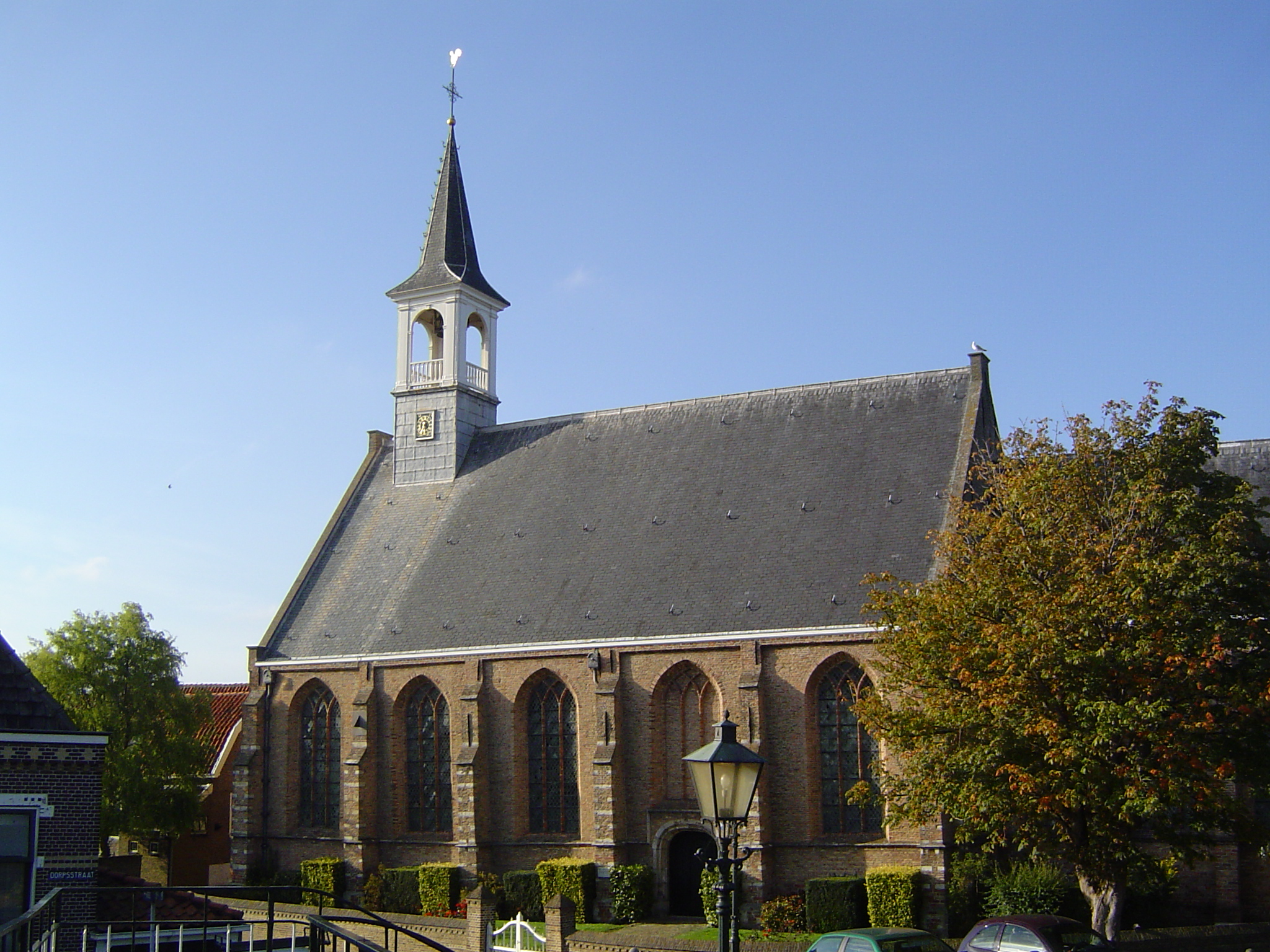
Hervormde kerk
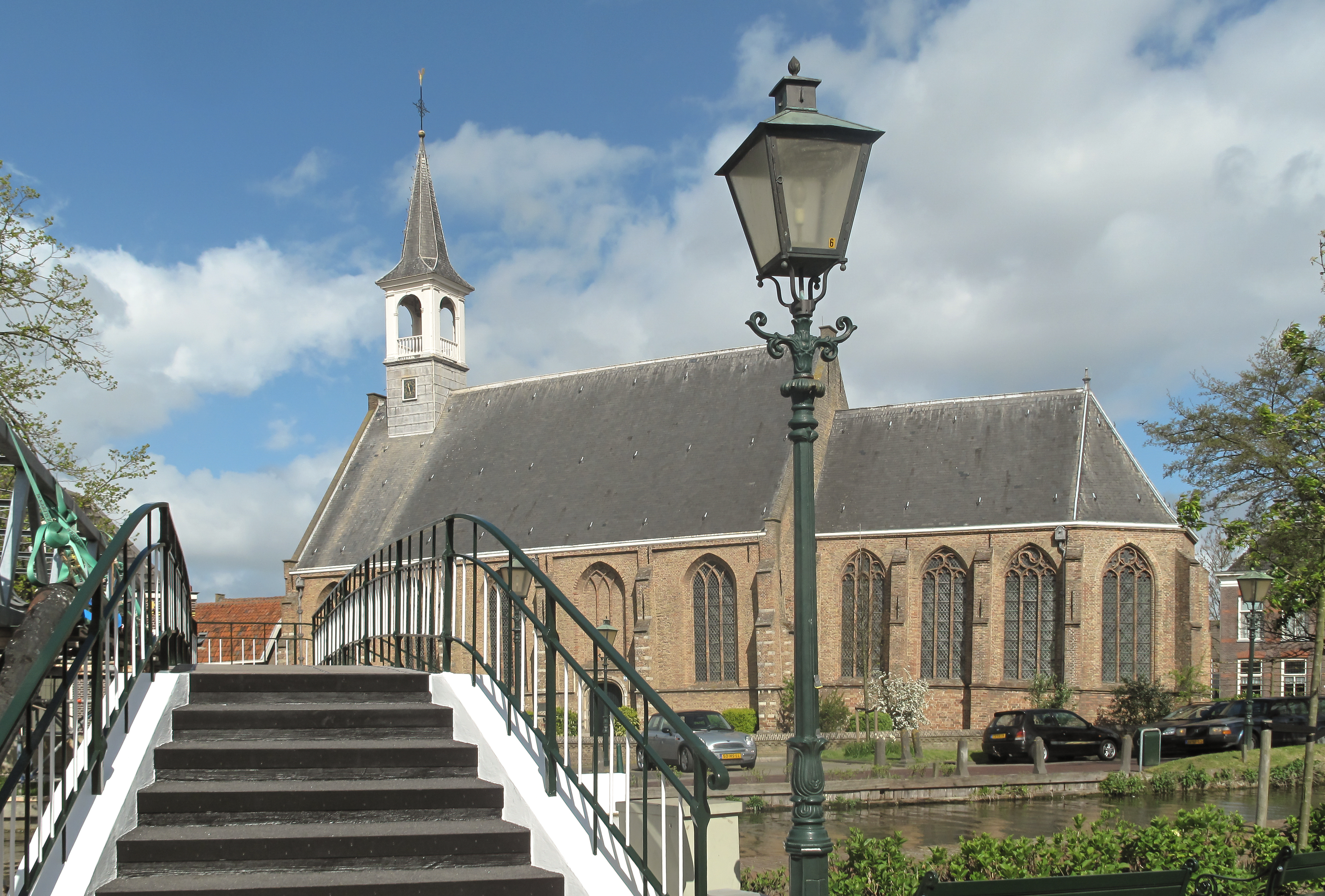
Loopbrug met de Hervormde kerk
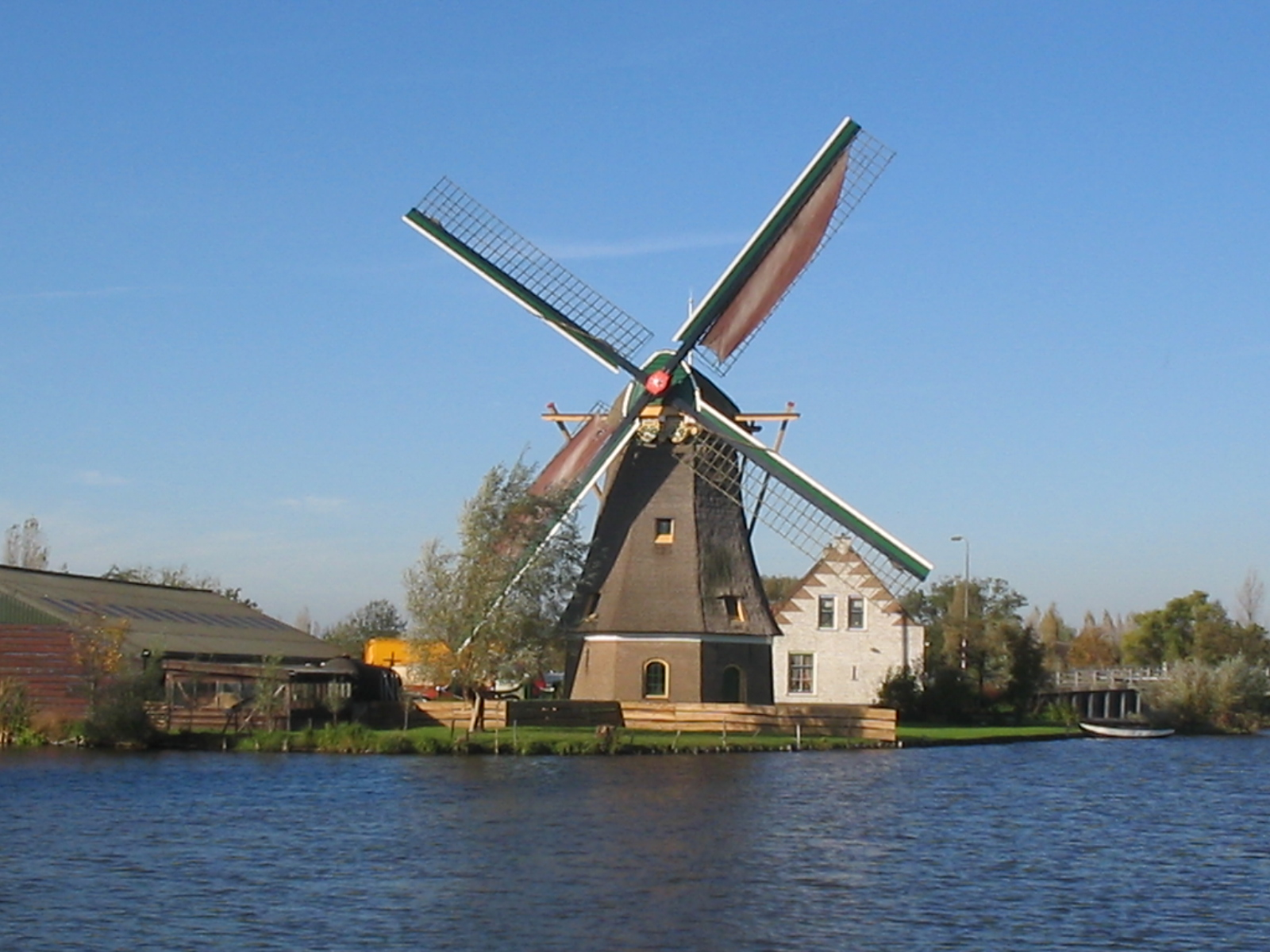
Molen De Korpershoek
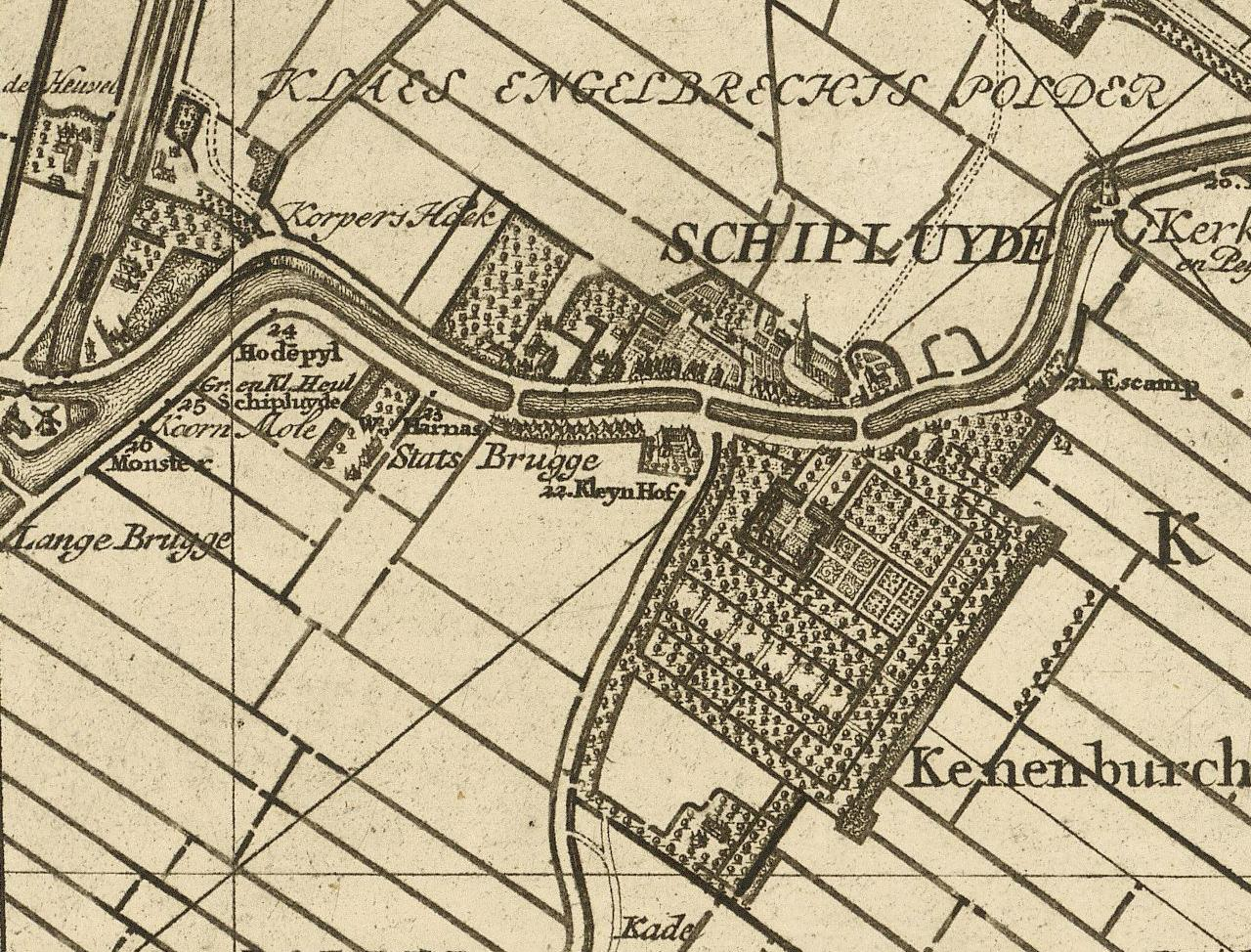
Keenenburg tegenover de kerk, 1712